# Carlo Emanuele Buscaglia
Carlo Emanuele Buscaglia (Novara, 22 september 1915 - Napels, 24 augustus 1944) was een Italiaanse piloot in de Regia Aeronautica tijdens de Tweede Wereldoorlog. Hij was onderscheiden met Gouden medaille voor Dapperheid. Buscaglia bracht een totaal van 100.000 ton vijandelijke schepen tot zinken.

## Leven
Buscaglia werd geboren op 22 september 1915 in Novara, Piëmont. Hij meldde zich in oktober 1934 aan bij de Accademia Aeronautica en studeerde in oktober 1934 als Sottotenente (Tweede luitenant) af. In november 1936 haalde Buscaglia zijn vliegbrevet, en in februari 1937 zijn militaire brevet.
Op 1 juli 1937 werd Buscaglia toegewezen aan het 50ª Squadriglia (50e squadron) van het 32º Stormo (32e Wing), dat met de Savoia-Marchetti SM.81 was uitgerust. Deze toestellen werden later door de modernere Savoia-Marchetti SM.79 vervangen. In 1939 werd Buscaglia tot Tenente (Eerste luitenant) bevorderd. Na een korte tijd bij een bommenwerpersquadron gevlogen te hebben, werd hij in februari 1939 overgeplaatst naar het 252ª Squadriglia van het 46ª Brigata aerea, waarin de aas Francesco Aurelio Di Bella ook vloog. Met deze eenheid vloog hij op 21 juni 1940 zijn eerste missie.
Buscaglia was een van de weinige officieren in de Italiaanse luchtmacht die meewerkte aan de ontwikkeling en het testen van torpedo's door vliegtuigen afgeworpen.
Op 25 juli 1940 nam hij vrijwillig dienst bij de Reparto Speciale Aerosiluranti (Afdeling Speciale Torpedobommenwerper) van de Regia Aeronautica. Deze eenheid werd later hernoemd in het 240ª Squadriglia (240e Squadron), dat in Libië was gestationeerd. In de nacht van 17 september 1940 behaalde Buscaglia zijn eerste succes met zijn SM.79 beladen met een torpedo. Hij viel samen met twee andere SM.79's de zware kruiser HMS Kent aan, die zo zwaar werd beschadigd dat hij twaalf maanden niet meer ingezet kon worden. Buscaglia werd hiervoor met de Medaglia d'argento al valor militare (Zilveren medaille voor Dapperheid) gedecoreerd. Deze missie leidde tot een reeks van successen van de numeriek nogal kleine Italiaanse torpedobommenwerpervloot (motto: "Pauci sed semper immites" - Weinig, maar altijd genadeloos).
Op 14 oktober 1940 vielen vliegtuigen van zijn squadron de lichte kruiser HMS Liverpool aan. De boeg van de kruiser werd door deze aanval weggeslagen. In november 1940 vloog hij met zijn bemanning meerdere aanvallen op verschillende Britse schepen, maar zonder succes. Op 3 december 1940 viel Buscaglia bij Kreta de lichte kruiser HMS Glasgow aan. Deze was door de aanval maanden uit de roulatie. 
In januari 1941 werd zijn eenheid naar Catania verplaatst. Hier nam hij samen met een aantal Ju 87's deel aan een aanval op het vliegkampschip HMS Illustrious, dat zwaar werd beschadigd. In maart 1941 werd hij tot Capitano (Kapitein) bevorderd.
Op 5 maart 1941 werd Buscaglia tot commandant van het nieuw gevormd 281ª Squadriglia (281e Squadron) in  Grottaglie bij Tarente benoemd. Dit squadron zou niet veel later vanaf Rodos tegen de Britse konvooien in het oostelijke deel van de Middellandse Zee opereren. Van daaruit deed hij aan de slag bij Kaap Matapan mee. Na weinig effectieve inzetten, waaronder ook tegen het vliegdekschip HMS Formidable, wist hij toch op 18 april 1941 de tanker British Science en op 8 mei het vrachtschip Rawnsley (op 12 mei definitief gezonken) te beschadigen. Een Britse luchtaanval op het vliegveld van Rodos, plaatste het squadron voor een korte tijd buiten actie. In juni 1941 werd Cyprus en de Egyptische kust aangevallen, waarbij een tanker en een oorlogsschip tot zinken gebracht werden.

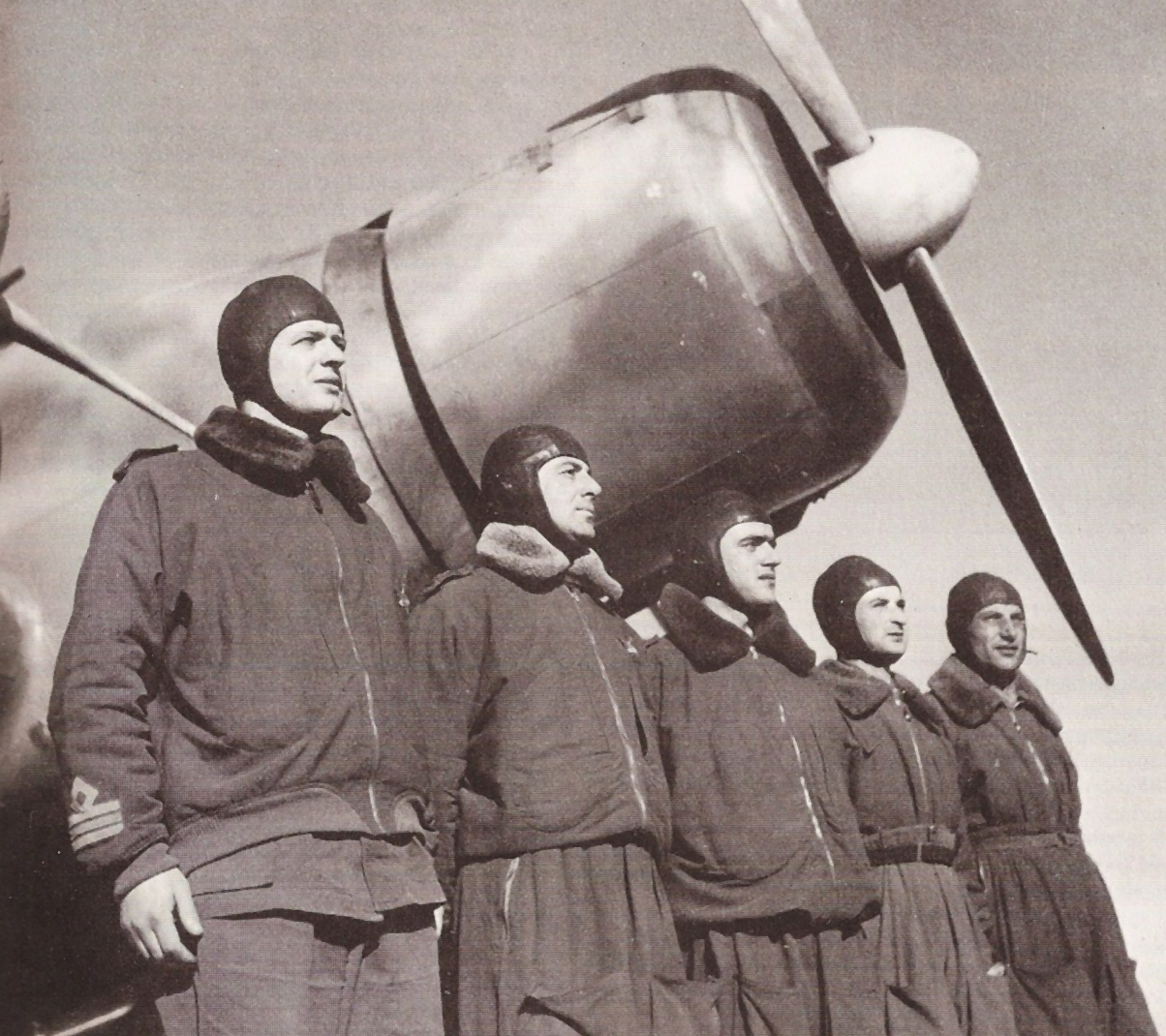
De bemanning van Carlo Emanuele Buscaglia (eerste van links), geportretteerd in 1942, alvorens op missie te vertrekken.

In 1942 was Buscaglia inmiddels al met vijf Zilveren medaille voor Dapperheid en het IJzeren Kruis 1939, 2e Klasse onderscheiden voor zijn inzetten. Op 12 augustus 1942 werd Buscaglia samen met de aas Hans-Joachim Marseille ontvangen door Benito Mussolini in Rome. Mussolini bevorderde Buscaglia voor zijn prestaties tot Maggiore (Majoor).
Op 1 april 1942 nam Buscaglia het commando van het nieuw gevormde 132º Gruppo in Latina. Vanwege het gebrek aan bevoorrading en speciale reserveonderdelen, gaf hij de ambachtsbedrijven in de regio de opdracht om speciaal onderdelen voor zijn vliegtuigen te vervaardigden. Als meerdere werd hij niet alleen gewaardeerd voor zijn vindingrijkheid en zijn improvisatievermogen, maar ook vanwege zijn vriendelijke en humane aard. Buscaglia was patriot, maar maakte nooit een geheim van zijn aversie tegen het fascisme. 
Tijdens de Britse vlootoperaties Vigorous en Harpoon in juni 1942, opereerde Buscaglia's groep vanuit Sicilië tegen de Britse konvooien. Slechts een paar vijandelijke schepen konden beschadigd worden. Buscaglia zelf bracht het vrachtschip Chant tot zinken, welke daarvoor door Duitse vliegtuigen beschadigd was. De Britse kruiser HMS Bedouin werd ook tot zinken gebracht door torpedo's van Buscaglia's squadron.
In augustus 1942 nam Buscaglia vanaf Pantelleria met zijn vliegtuigen aan operatie Pedestal deel. Tijdens deze operatie brachten ze de torpedobootjager HMS Foresight tot zinken.
Op 12 november 1942 tijdens acties tegen de de invasie van Frans Noord-Afrika, werd Buscaglia's vliegtuig uit de lucht geschoten door een Spitfire. Hij werd als "gesneuveld" geregistreerd, en kreeg postuum de Gouden medaille voor Dapperheid uitgereikt. Hoewel erg verbrand en gewond, had Buscaglia het overleefd, maar werd gevangengenomen en door de geallieerde troepen naar het krijgsgevangenkamp in Fort George G. Meade, Crossville, Tennessee in de Verenigde Staten overgebracht.
Na de wapenstilstand van 8 september 1943, werd Buscaglia gevraagd in de nieuw gevormde Aviazione Cobelligerante Italiana naast de geallieerden te vechten tegen de Duitsers. Het noordelijke gedeelte van Italië was nog steeds bezet door nazi-Duitsland. Een wing van het Aeronautica Nazionale Repubblicana (de luchtmacht van de Italiaanse Sociale Republiek), werd na hem vernoemd 1° Gruppo Aerosiluranti.
Op 15 juli 1944 werd Buscaglia benoemd tot commandant van het 28º Gruppo van het Stormo Baltimore. Deze waren met de Martin Baltimore uitgerust en vlogen van het vliegveld Campo Vesuvio nabij Napels. Op 23 augustus in een poging om een nieuw vliegtuig te leren vliegen, crashte Buscaglia tijdens take-off. Hij overleed de volgende dag aan zijn verwondingen in een ziekenhuis in Napels.
Maggiore Carlo Emanuele Buscaglia was tijdens de Tweede Wereldoorlog een van de hoogst onderscheiden piloten in de Regia Aeronautica.

## Na de oorlog

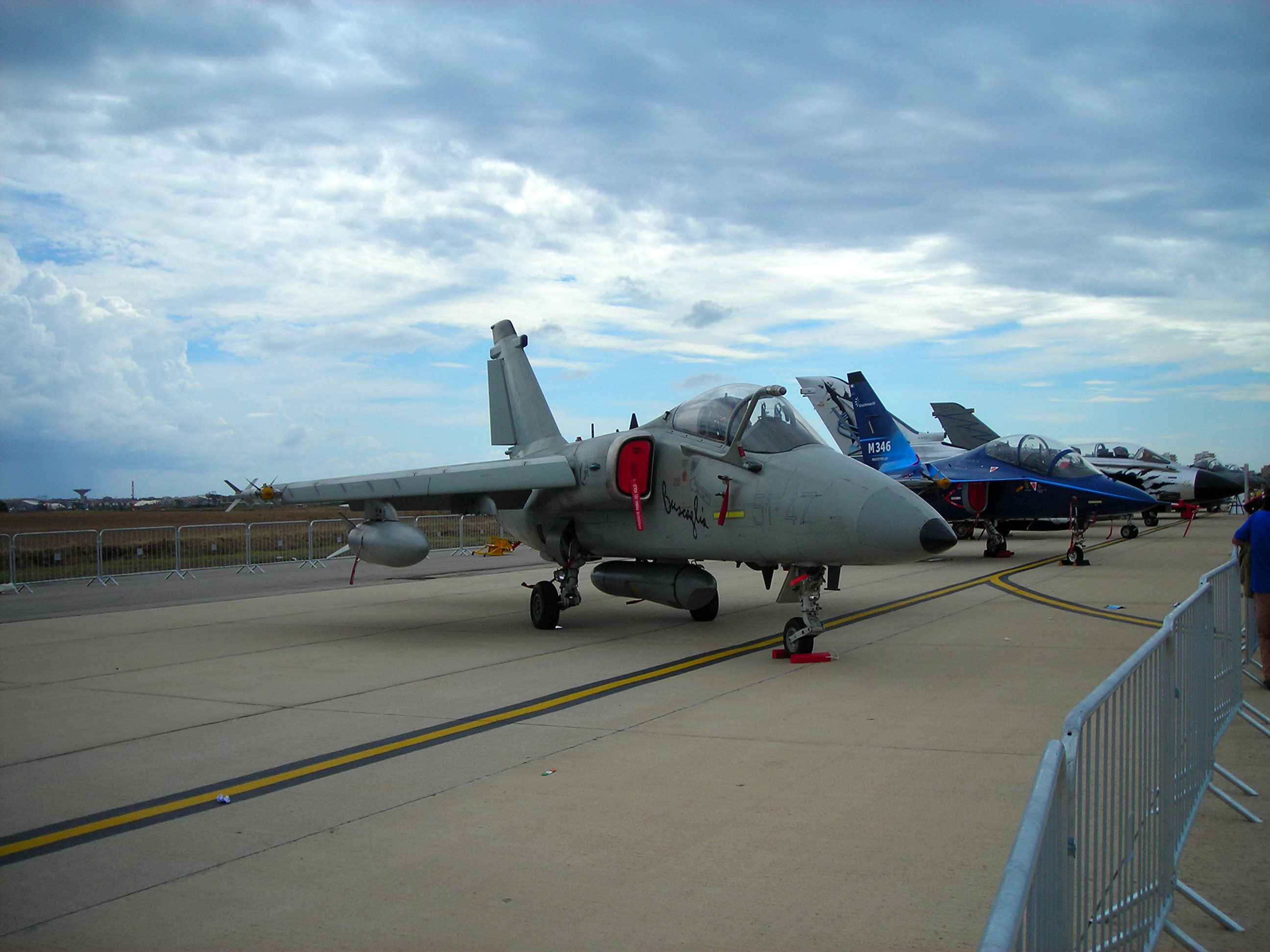
Een AMX van de 132e groep met de handtekening van Buscaglia op de romp.

In de naoorlogse periode werd het 3e Wing na hem vernoemd (3º Stormo, 28º en 132º Gruppo).

## Militaire carrière
- Majoor (Maggiore):[4] augustus 1942
- Kapitein (Capitano):[2] maart 1941
- Eerste luitenant (Tenente): april 1939
- Tweede luitenant (Sottotenente): juni 1937

## Onderscheidingen
- Gouden medaille voor Dapperheid[2] in november 1942[6]
- Zilveren medaille voor Dapperheid[4] (6)[2]
  - 15 augustus - 17 september 1940
  - 26 december 1940
  - 28 maart 1941
  - 6 augustus 1941
  - 30 november - 31 december 1941
  - 14 - 15 juni 1942
- IJzeren Kruis 1939, 2e Klasse[4][2] op 5 maart 1942
- Pilota Militare
- Promozione per merito di guerra op 12 augustus 1942
- 2 avanzamenti per merito di guerra[2]